# Понола (Авелино)
Понола је насеље у Италији у округу Авелино, региону Кампанија.
Према процени из 2011. у насељу је живело 11 становника. Насеље се налази на надморској висини од 606 м.